# Molophilus jenseni
Molophilus jenseni là một loài ruồi trong họ Limoniidae. Chúng phân bố ở miền Australasia.